# Rodolfo Friedmann
Rodolfo Max Friedmann Alfaro (Asunción, 19 de octubre de 1974) es un político paraguayo que ocupó el cargo de ministro de Agricultura y Ganadería de 2019 a 2020. Previamente, fue senador (2013-18) y gobernador del Departamento de Guairá.

## Historia
Rodolfo Max Friedmann Alfaro nació en la ciudad de Asunción el 19 de octubre de 1974, hijo de padres guaireños, curso sus estudios en la ciudad de Villarrica. Es bisnieto del empresario húngaro Eugenio Friedmann Feldmann y tataranieto del industrial Jacobo Friedmann de origen judío húngaro.
Forma parte de la Asociación Nacional Republicana-Partido Colorado, (ANR-PC).
Comenzó a nivel profesional su carrera política en el 2010 como miembro y presidente de la Junta Municipal de la Ciudad de Villarrica. Seguidamente desempeñó los cargos de presidente de la Seccional N.° 337 de Villarrica y del Consejo de Presidentes de Seccionales del Departamento de Guairá.
Posteriormente fue elegido como gobernador del Departamento de Guairá y en el 2018 pasó a ser senador de la Cámara de Senadores de Paraguay.
El día 15 de septiembre de 2019 fue nombrado por el presidente Mario Abdo Benítez, como nuevo Ministro de Agricultura y Ganadería de la República del Paraguay, en sucesión de Denis Lichi. Renunció el 31 de agosto de 2020, y fue sucedido por Moisés Bertoni.
En funciones como Ministro de Agricultura y Ganadería, impulsó la Ley de Agricultura Familiar, creando de esta forma el viceministerio, que significó una instancia muy importante para el desarrollo rural conforme a los ODS.